# Bred väglöpare
Bred väglöpare (Ophonus rufibarbis) är en skalbaggsart som först beskrevs av Fabricius 1792.  Bred väglöpare ingår i släktet Ophonus, och familjen jordlöpare. Arten är reproducerande i Sverige.